# Base Conjunta Elmendorf-Richardson
La Base Conjunta Elmendorf-Richardson (IATA: EDF, ICAO: PAED, FAA LID: EDF) es una instalación militar estadounidense ubicada en Anchorage, Alaska. Es una base conjunta formada por la Base Aérea Elmendorf de la Fuerza Aérea de los Estados Unidos y Fort Richardson del Ejército de los Estados Unidos, que se fusionaron en 2010.
Las instalaciones adyacentes fueron fusionadas oficialmente por la Comisión de Cierre y Reubicación de Bases de 2005. Su misión es apoyar y defender los intereses estadounidenses en la región de Asia Pacífico y en todo el mundo, proporcionando unidades preparadas para la proyección de poder aéreo mundial y una base capaz de satisfacer los requisitos de capacidad de producción y preparación del teatro de operaciones del USINDOPACOM.
Es el hogar del Cuartel General, el Comando de Alaska (ALCOM), la Región NORAD de Alaska (ANR), la Fuerza de Tarea Conjunta-Alaska (JTF-AK), la 11.ª División Aerotransportada, la Undécima Fuerza Aérea (11 AF), el 673.º Ala de Base Aérea , el 3.º Ala , el 176.º Ala y otras Unidades Inquilinas.
El sitio ganó notoriedad en 2025, cuando se anunció que el presidente ruso Vladimir Putin se reunió con el presidente de los Estados Unidos Donald Trump en la base para la cumbre Estados Unidos-Rusia de 2025, cuyo tema principal sería la guerra ruso-ucraniana.